# Val Thorens
Val Thorens er en by i Frankrig. Byen ligger i Tarentaise-dalen i Savoie i de franske alper. Byen ligger i kommunen Saint-Martin-de-Belleville i Savoie departementet beliggende i regionen Auvergne-Rhône-Alpes. Hovedbyen i Savoie departementet hedder Chambéry.
Byen ligger i 2.300meters højde og er en by af nyere dato - grundlagt i 1960. Udvikling af byen fra først i 1970'erne skete med henblik på at udvikle et velbeliggende skiområde. Landevejen til Val Thorens blev anlagt i 1969. Den blev videreført fra den nærmest liggende by Les Menuires. Der er 22.955 sengepladser til turister i byen.
Landevejen til Val Thorens slutter i byen, der ligger for enden af Belleville-dalen, som er en sidedal i den større dal Tarentaise. Byen består hovedsageligt af lejlighedskomplekser til turister samt hoteller.

## Skiområdet - Val Thorens
Byens navn er kendt for vinterportsstedet Val Thorens som en del af et større sammenhængende skiområde ved navn Les 3 Vallees (De Tre Dale). Storområdet består først og fremmest af skiområderne Meribel, Courchevel og Val Thorens. Skiområdet Val Thorens begyndte i 1971 med tre slæbelifter.
Val Thorens ligger i samme hoveddal (Tarentaise-dalen) med kendte skiområder som Val d'Isère og Tignes, Les Arcs og La Plagne (til sammen Paradiski) samt La Rosière og Valmorel. Som skiområde er det især populært blandt danske gymnasieelever, hvilket blandt andet refereres til i Snuffi og Valley!'s sang Afterski fra 2018.

## Galleri
- Val Thorens øverst i Belleville-dalen
- Skilifter gennem Val Thorens by
- Sommer i Val Thorens
- Val Thorens set fra liften Cime Caron i knap 3.200 m.o.h.[11]
- Landevejen op til Val Thorens
- Val Thorens by

## Tour de France i Val Thorens
Val Thorens var i 1994 målby ved Tour de France for en bjergtape over 149 km med startby i Le Bourg-d'Oisans.
Val Thorens var i 2019 målby for for en bjergtape over 131 km med startby i Albertville. 

Etapen blev på grund af forventning om uvejr forkortet til 59 km, således den gik direkte fra Albertville til Val Thorens og ikke over bl.a. stigningen Cormet de Roselend som oprindeligt planlagt. Tillige var der sket jordskred på Cormet de Roselend.